# 维尔比亚
维尔比亚（英語：Verbeia）古罗马凯尔特神话女性神祇之一。于不列颠等地区得到崇拜与供奉。其艺术形象反映于发现于法国等西欧国家之相关雕塑等文物中，具有重要地影响与积极意义。

## 扩展阅读
- Manor House Museum, Ilkley, Yorkshire, England.
- Dictionary of Celtic Myth and Legend, Miranda J. Green, Thames and Hudson Ltd, 1997